# Kindbergia africana
Kindbergia africana là một loài Rêu trong họ Brachytheciaceae. Loài này được (Herzog) Ochyra mô tả khoa học đầu tiên năm 1982.